# باشگاه فوتبال ینی‌سئی کراسنویارسک
باشگاه فوتبال ینی‌سئی کراسنویارسک (انگلیسی: FC Yenisey Krasnoyarsk) یک باشگاه فوتبال در شهر کراسنویارسک در کشور روسیه است. این باشگاه در لیگ ملی فوتبال روسیه بازی می‌کند. این باشگاه در سال ۱۹۳۷ تأسیس شده‌است. ورزشگاه مرکزی محل برگزاری بازی‌های خانگی این باشگاه است.